# 불사조

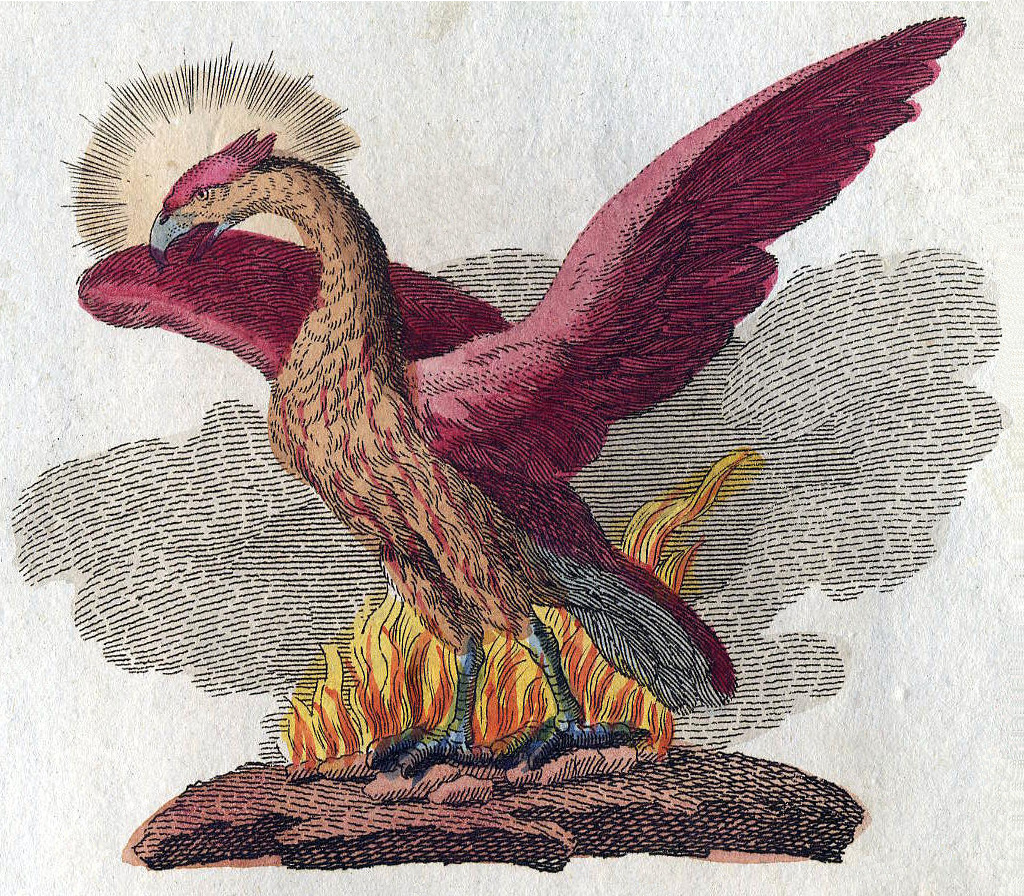
Feniks, Friedrich Justin Bertuch (1747–1822)

피닉스(phoenix) 또는 불사조(不死鳥, "죽지 않는 새")는 아라비아 사막에 살며 500년마다 스스로의 몸을 불태워 죽고 그 재 속에서 부활(born again) 또는 재생(regenerate)한다. 불사조는 전설상의 새이다. 수명인 500년이 끝나갈 때쯤 피닉스는 나무의 꼭대기로 올라가 자신을 태운다고 한다.  영원 불멸의 상징이다.

## 기원
이집트 신화에는 벤누(Bennu, Bnn)라 불리는 새가 있어 불사조(피닉스)의 역할을 담당한다. 벤누는 푸른 왜가리의 형상을 하고 있으며, 매의 머리를 가진 태양신 라의 영혼이다. 이름의 뜻은 "밝게 빛나다." 창조주이자 태양신인 라의 영혼답게 신성한 새 벤누의 신전은 시간을 유지하는 역할을 담당한다. 피닉스라는 이름은 페니키아에서 유래했다는 설도 있다.

## 특징
불사조는 새 중의 왕이라 불리며, 생명을 해치지 않아 풀잎의 이슬만 먹고 살아간다 전해진다. 후각이 좋아 향기나는 풀이나 돌을 좋아한다고도 알려져 있으며, 500년마다 자신의 몸을 불태우고 다시 유년기로 돌아간다.

## 같이 보기
- 후라리비